# تقدم (صحيفة)
تقدم هي صحيفة أسبوعية باللغة الإنجليزية نشرت في السودان في الستينيات. وكانت الصحيفة مرتبطة بالحزب الشيوعي السوداني. حرره (جوزيف قرنق) .